# Bom Jesus da Penha
Bom Jesus da Penha è un comune del Brasile nello Stato del Minas Gerais, parte della mesoregione del Sul e Sudoeste de Minas e della microregione di Passos.